# Chalou-Moulineux
Chalou-Moulineux és un municipi francès, situat al departament de l'Essonne i a la regió de Illa de França. L'any 2007 tenia 395 habitants.
Forma part del cantó d'Étampes, del districte d'Étampes i de la Comunitat d'aglomeració de l'Étampois Sud-Essonne.

## Demografia

### Població
El 2007 la població de fet de Chalou-Moulineux era de 395 persones. Hi havia 136 famílies, de les quals 28 eren unipersonals (20 homes vivint sols i 8 dones vivint soles), 36 parelles sense fills, 64 parelles amb fills i 8 famílies monoparentals amb fills.
La població ha evolucionat segons el següent gràfic:
Habitants censats

### Habitatges
El 2007 hi havia 188 habitatges, 156 eren l'habitatge principal de la família, 24 eren segones residències i 8 estaven desocupats. 186 eren cases i 2 eren apartaments. Dels 156 habitatges principals, 144 estaven ocupats pels seus propietaris, 10 estaven llogats i ocupats pels llogaters i 2 estaven cedits a títol gratuït; 7 tenien dues cambres, 23 en tenien tres, 29 en tenien quatre i 97 en tenien cinc o més. 119 habitatges disposaven pel capbaix d'una plaça de pàrquing. A 54 habitatges hi havia un automòbil i a 96 n'hi havia dos o més.

### Piràmide de població
La piràmide de població per edats i sexe el 2009 era:
| Homes | Edats   | Dones |
| ----- | ------- | ----- |
| 0     | 95 o +  | 0     |
| 0     | 90 a 94 | 0     |
| 0     | 85 a 89 | 4     |
| 0     | 80 a 84 | 4     |
| 0     | 75 a 79 | 4     |
| 8     | 70 a 74 | 0     |
| 8     | 65 a 69 | 4     |
| 4     | 60 a 64 | 4     |
| 12    | 55 a 59 | 12    |
| 28    | 50 a 54 | 24    |
| 28    | 45 a 49 | 36    |
| 12    | 40 a 44 | 8     |
| 0     | 35 a 39 | 4     |
| 20    | 30 a 34 | 16    |
| 8     | 25 a 29 | 12    |
| 16    | 20 a 24 | 12    |
| 20    | 15 a 19 | 4     |
| 12    | 10 a 14 | 8     |
| 12    | 5 a 9   | 8     |
| 12    | 0 a 4   | 4     |

## Economia
El 2007 la població en edat de treballar era de 292 persones, 231 eren actives i 61 eren inactives. De les 231 persones actives 209 estaven ocupades (115 homes i 94 dones) i 22 estaven aturades (12 homes i 10 dones). De les 61 persones inactives 26 estaven jubilades, 17 estaven estudiant i 18 estaven classificades com a «altres inactius».

### Ingressos
El 2009 a Chalou-Moulineux hi havia 167 unitats fiscals que integraven 431,5 persones, la mediana anual d'ingressos fiscals per persona era de 23.121 €.

### Activitats econòmiques
Dels 8 establiments que hi havia el 2007, 1 era d'una empresa de fabricació d'altres productes industrials, 2 d'empreses de construcció, 1 d'una empresa de comerç i reparació d'automòbils, 2 d'empreses de serveis, 1 d'una entitat de l'administració pública i 1 d'una empresa classificada com a «altres activitats de serveis».
L'únic servei als particulars que hi havia el 2009 era un paleta.
L'any 2000 a Chalou-Moulineux hi havia 11 explotacions agrícoles que ocupaven un total de 1.080 hectàrees.

## Equipaments sanitaris i escolars
El 2009 hi havia una escola elemental.

## Poblacions més properes
El següent diagrama mostra les poblacions més properes.